# Annelies Romein
Anne Lize (Annelies) Romein (Amsterdam, 17 januari 1925 – Amsterdam, 13 oktober 2007) was een Nederlands fotograaf, gespecialiseerd in portretten en met name kinderportretten. Ze kreeg haar opleiding tijdens de bezettingstijd van fotograaf Ad Windig, met wie ze ook pasfoto's vervaardigde voor valse persoonsbewijzen.
Annelies Romein was de dochter van Jan Romein en Annie Romein-Verschoor, beiden historicus. Tot de kennissenkring van haar ouders behoorde de familie Van het Reve. Zij verzorgde de publiciteitsfoto's bij het uitkomen van  het boek De Avonden van Gerard Reve en werd bekend als 'eerste fotograaf' van deze schrijver. Annelies zou model hebben gestaan voor het nuchtere personage van Bep Spanjaard in het boek.
Via haar ouders kwam Romein in contact met de fotograaf Eva Besnyö. Via Besnyö of via Hennie Henriët, dochter van kunstenaar Henk Henriët, kwam ze in contact met de fotograaf Ad Windig. Windig had in die tijd een atelier met doka in de Prinsenhofsteeg in Amsterdam waar Romein het vak van hem leerde. In de studio van Windig maakten zij onder andere pasfoto's voor valse persoonsbewijzen.
In 1947 volgde Romein een fotografieopleiding in Zürich aan de Kunstgewerbeschule. Nadien werkte ze wederom voor Windig en woonde ze in de Prinsenhofsteeg op de bovenverdieping, waar later ook Ed van der Elsken een tijd zou wonen. In 1948 fotografeerde ze met Windig, Carel Blazer en Cas Oorthuys voor de tentoonstelling De Nederlandse Vrouw. Deze expositie in Den Haag werd aangeboden aan koningin Wilhelmina ter gelegenheid van haar vijftigjarig regeringsjubileum.
Vanaf de late jaren veertig werkte Romein als zelfstandig fotograaf. Ze had in haar huis aan de Ruysdaelkade een doka. Ze werd een van de eerste leden van de GKf, Vereniging van Beoefenaars der Gebonden Kunsten. Romein specialiseerde zich in de portretfotografie en in het bijzonder in het maken van kinderportretten. Zo portretteerden Annelies Romein en Ad Windig in 1950-1951 in opdracht van de Rijksvoorlichtingsdienst de Nederlandse prinsessen voor de Pro Juventute-kalender van 1951 en 1952. Daarnaast legde ze ook de wederopbouw van Nederland vast.
Begin jaren zestig stopte Romein met haar fotografiepraktijk om zich te richten op haar moederschap. De bewaarde contactbladen en afdrukken zijn opgenomen in de collectie van het Rijksmuseum. Het negatievenarchief is bij het Maria Austria Instituut ondergebracht.
Annelies Romein was getrouwd met sociaal-geograaf en hoogleraar Willem Heinemeijer. Ze overleed in 2007 te Amsterdam.
- Biografisch Portaal: 34070317
- International Standard Name Identifier: 0000 0003 9020 1959
- RKD-Nederlands Instituut voor Kunstgeschiedenis: 259230
- Virtual International Authority File: 283753207